# (16) Psyche
(16) Psyche – jedna z większych planetoid z pasa głównego. Jest to planetoida metaliczna, wybrana na cel badań sondy kosmicznej Psyche wystrzelonej w 2023 roku.

## Odkrycie
Planetoida została odkryta przez Annibale’a de Gasparisa 17 marca 1852 roku w Neapolu.
Nazwana została imieniem jednej z nimf greckich – Psyche.

## Orbita
Orbita (16) Psyche jest nachylona do płaszczyzny ekliptyki pod kątem 3,10°. Jej obieg wokół Słońca trwa około 5 lat, w średniej odległości 2,92 au. Średnia prędkość orbitalna to ok. 17,3 km/s.
Nie jest zaliczana do żadnej rodziny planetoid.

## Właściwości fizyczne
(16) Psyche ma nieregularny kształt i rozmiary ok. 278 × 238 × 171 km. Jej albedo wynosi około 0,12, a jasność absolutna około 6,20m. Średnia temperatura na powierzchni sięga 160 K (maksymalna 280 K, 7 °C).
Rotuje w czasie ok. 4 godzin i 12 minut, a oś jej obrotu nachylona jest pod kątem 95° do płaszczyzny ekliptyki.
Obserwacje radarowe umożliwiły w pewnym stopniu zbadanie powierzchni. Nie ma na niej śladów wody ani minerałów zawierających wodę. Powierzchnia zawiera dużo materiału metalicznego (klasa M). Wykryto obecność niewielkich ilości piroksenu.
Przypuszcza się, że (16) Psyche jest zlepkiem większych ciał, które – po zderzeniu się z jakimś dużym obiektem we wczesnym okresie istnienia Układu Słonecznego – zostało rozbite, a po pewnym czasie fragmenty połączyły się pod wpływem sił grawitacji. Stało się to bardzo dawno, gdyż nie obserwuje się obecnie ciał na podobnych orbitach (powstałych po ewentualnym zderzeniu – wchodziłaby wtedy w skład rodziny planetoid mających podobne elementy orbit). Zatem obiekty takie – jeśli w ogóle istniały – musiały zostać już dawno wytrącone z podobnych do Psyche trajektorii przez oddziaływanie innych planetoid i planet.